# SMS Adler

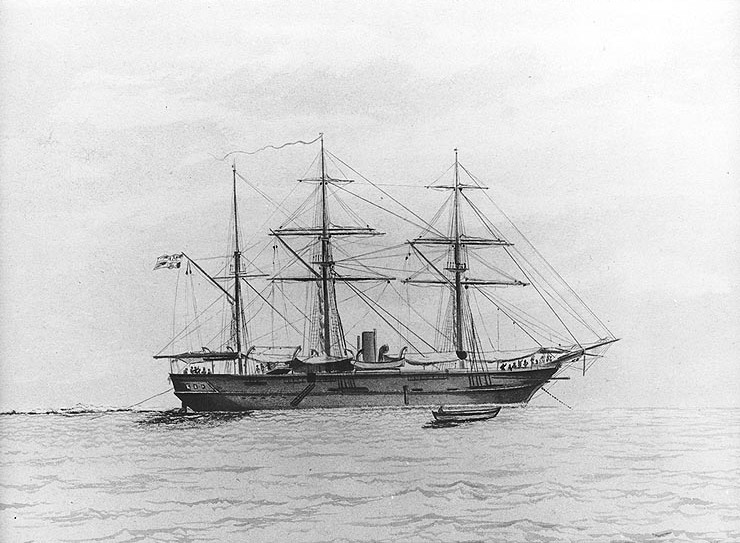
La SMS Adler

La SMS Adler est une canonnière de la Marine impériale allemande, appartenant à la classe Habicht, qui fut lancée le 3 novembre 1883 à Kiel. Sa sister-ship est la SMS Möwe.

## Données techniques
- Longueur: 61,8 m
- Largeur: 8,80 m
- Tirant d'eau: 4,02 m
- Équipage: de 127 à 133 hommes
- Armement: 5 canons de 12,5 cm, 5 canons de 3,7 cm

## Historique

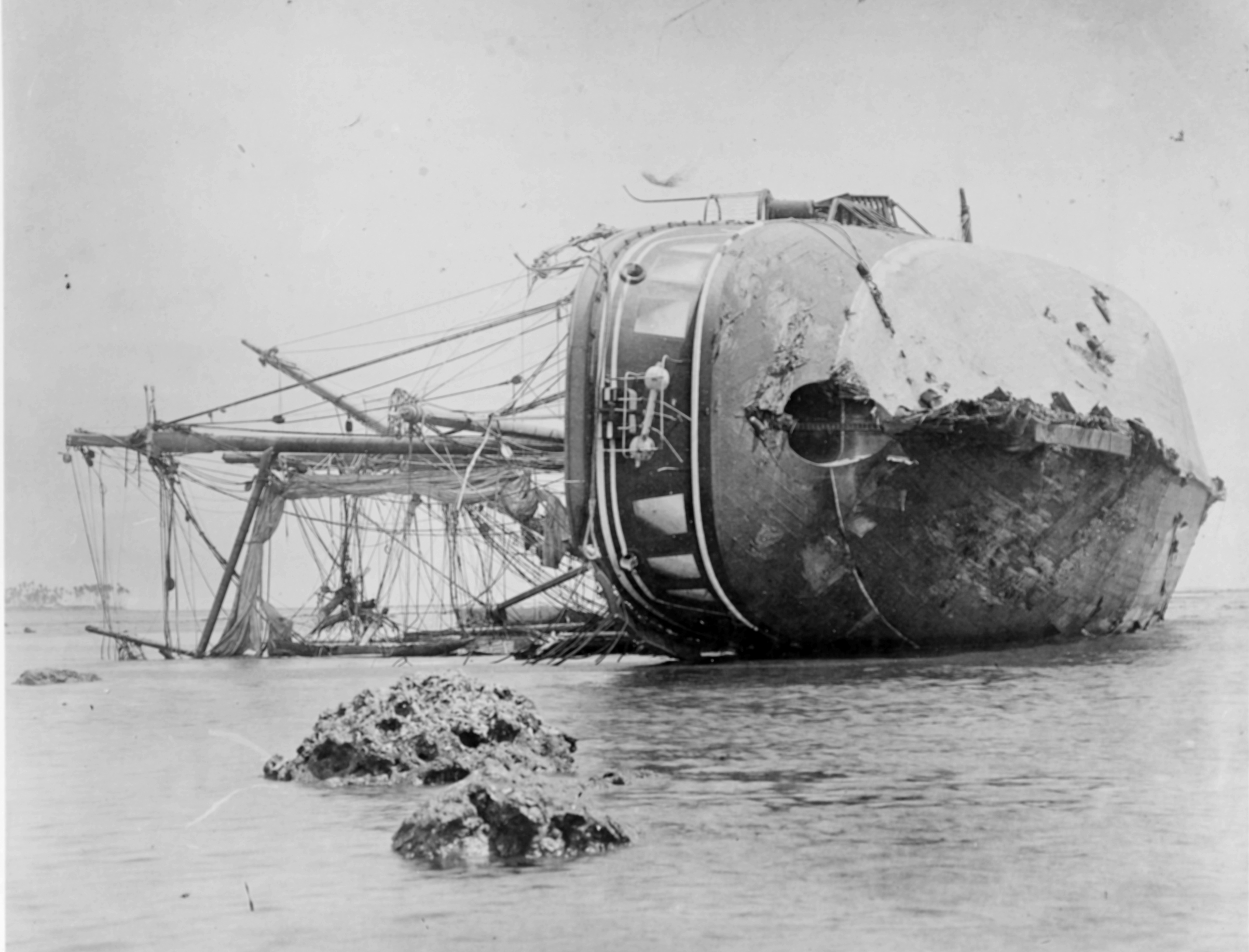
Épave de la SMS Adler

La SMS Adler atteint les îles Manono (Samoa) le 15 septembre 1888 et jette l'ancre à Apolima, pendant la crise des Samoa qui oppose les marines allemande, britannique et américaine. La canonnière est coulée à Apia pendant le cyclone tropical qui frappe les îles Samoa, le 16 mars 1889. 96 membres d'équipage périssent.

## Source
- (de) Cet article est partiellement ou en totalité issu de l’article de Wikipédia en allemand intitulé « SMS Adler (1883) » (voir la liste des auteurs).